# Mikhaïl Eisenstein
Mikhaïl Óssipovitx Eisenstein (Михаи́л О́сипович Эйзенште́йн; Sant Petersburg, 17 de setembre de 1867 - Berlín, 2 de juliol de 1920) fou un arquitecte modernista rus i enginyer civil.
Es va graduar a l'Institut d'Enginyeria civil de Sant Petersburg en 1893. Començà a treballar al ministeri de l'interior com a responsable del manteniment de carreteres i obra civil de Letònia (en aquell moment vinculada a Rússia) i s'instal·là a Riga. Germànic-jueu d'origen suec, es va haver de convertir a l'Església Ortodoxa per casar-se amb Iúlia Ivànovna Konétskaia en 1897, filla d'una família benestant de Sant Petersburg que proporcionarà una situació acomodada a la nova parella a Riga.
Això li va permetre relacionar-se amb l'alta societat russa, ser promocionat, reconegut i premiat amb l'Orde de Santa Anna i l'Orde de Sant Stanislav que li conferien la "condició de persona de la noblesa".
El 23 de gener de 1898 neix el seu fill Sergei Eisenstein mundialment conegut com a director de cinema i ideòleg del règim soviètic.
Mikhaïl se separà de la seva dona en 1909 i quedà al càrrec del seu fill. Intentarà influir al seu fill perquè estudiï arquitectura, però aquest ho acabaria deixant. La separació del matrimoni va marcar a Sergei profundament sobre la concepció de la família i la societat.
Mikhaïl deixà Riga en 1917 i s'enrola a l'Exèrcit Blanc, una lliga anticomunista. Quan el seu fill s'enrola a l'Exèrcit Roig i participa en la revolució russa, varen trencar relacions i, posteriorment, haurà de fugir cap a Alemanya al caure el règim tsarista al qual estava molt vinculat.

## Obra arquitectònica
Paral·lelament a les seves funcions oficials, va desenvolupar particularment la seva professió d'arquitecte. Va construir 19 edificis al centre de Riga enquadrats dins del moviment Jugendstil (la versió germànica del modernisme).
Persona culta que parlava diversos idiomes, es mostra molt interessat per les modes occidentals. Tot i que no està confirmat que mai visités l'Exposition Universelle de París de 1900, disposava de moltíssima documentació sobre l'esdeveniment. Es familiaritzà amb els dissenys d'Hector Guimard, Henry Sauvage o la galeria "l'Art Nouveau" que allotjava mobles i objectes decoratius i donà nom a aquest moviment artístic a França. La vida alegre del París del canvi de segle i l'exaltació hedonista aporten a Eisenstein fotografies i catàlegs a on apareixen les artistes de moda als cabarets: la Bella Otero, Cléo de Mérode o Yvette Guilbert.
Aquestes imatges es convertiran en els models de bellesa femenina de les escultures que decoren les cases d'Eisenstein.
Amb tot, cal considerar que no totes les seves obres s'enquadren dins del Jugendstil que el va fer famós. Les seves primeres obres -tres cases d'apartaments- se situen en un estil neo-clàssic i es varen construir abans de 1901.
Eisenstein no es preocupava pel disseny interior o la distribució, sinó que se centrava en la decoració de façanes i vestíbuls. Les seves façanes són recarregades, exuberants i plenes d'imatges carregades de simbologia.
La major part de la seva obra es troba concentrada al voltant dels carrers Elizabetes, Alberta i Strelnieku de la capital letona i es varen construir entre 1901 i 1906.

## Galeria d'obres

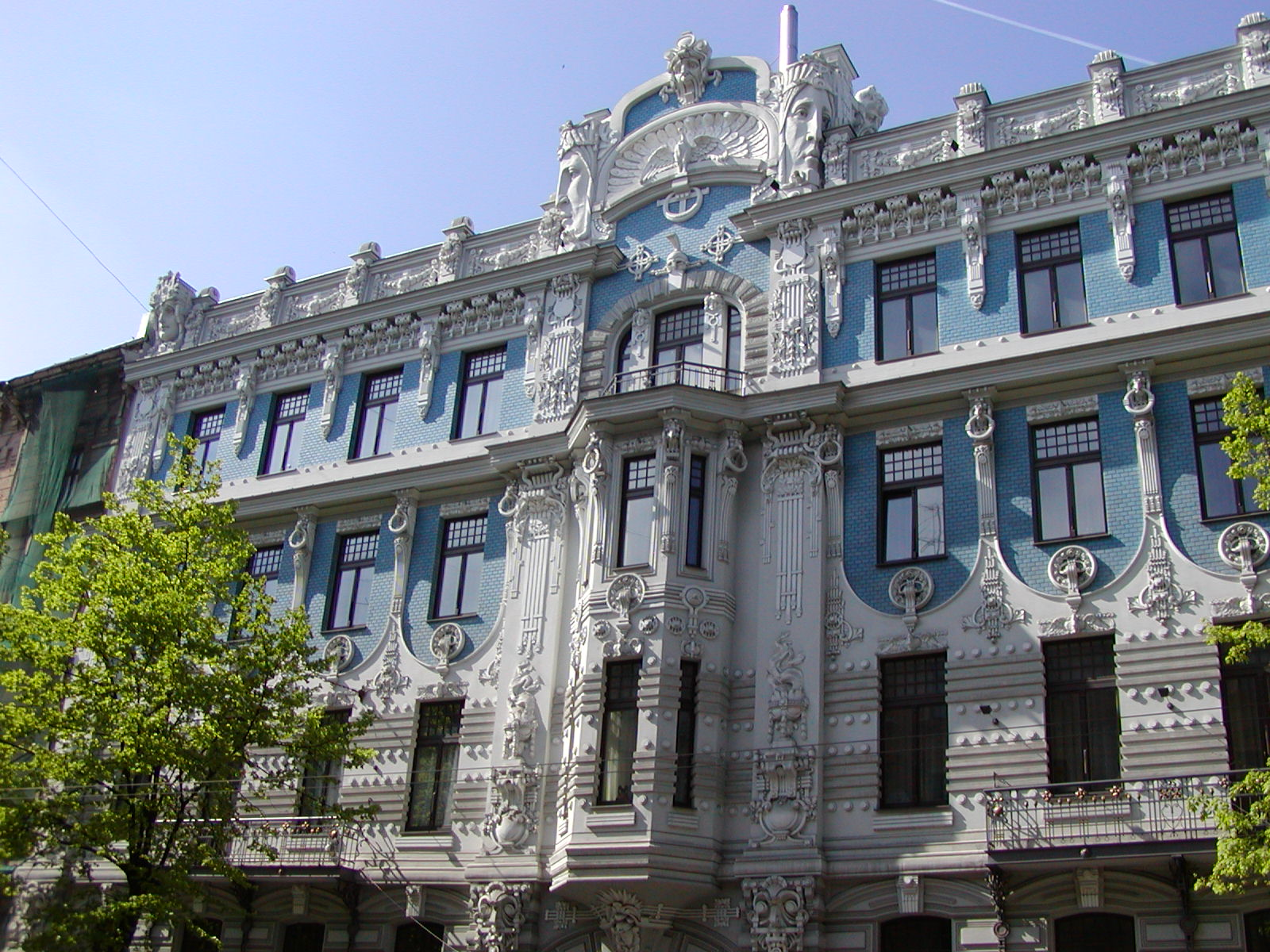
C/ Elizabetes 10b
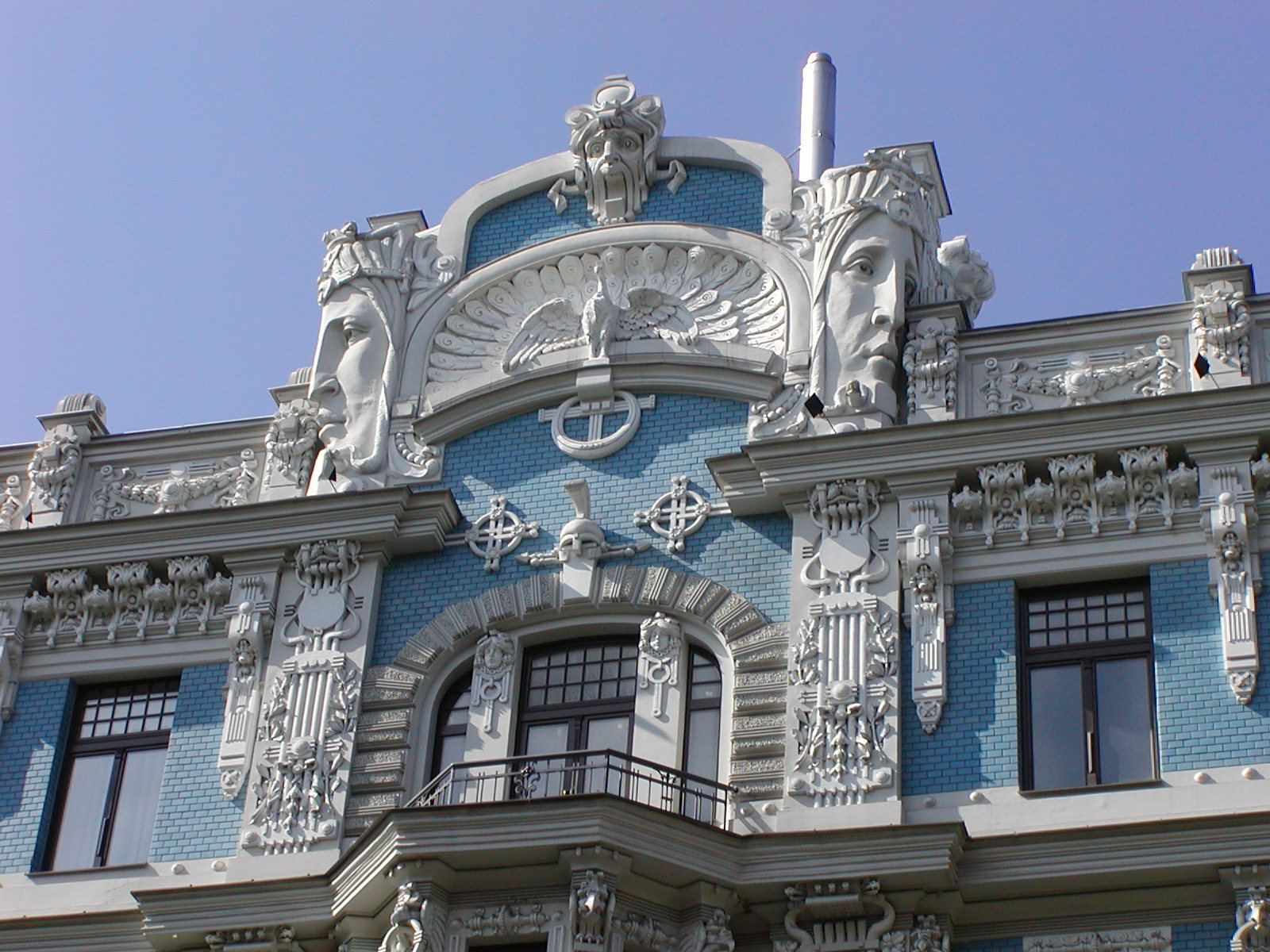
C/ Elizabetes 10b. Detall
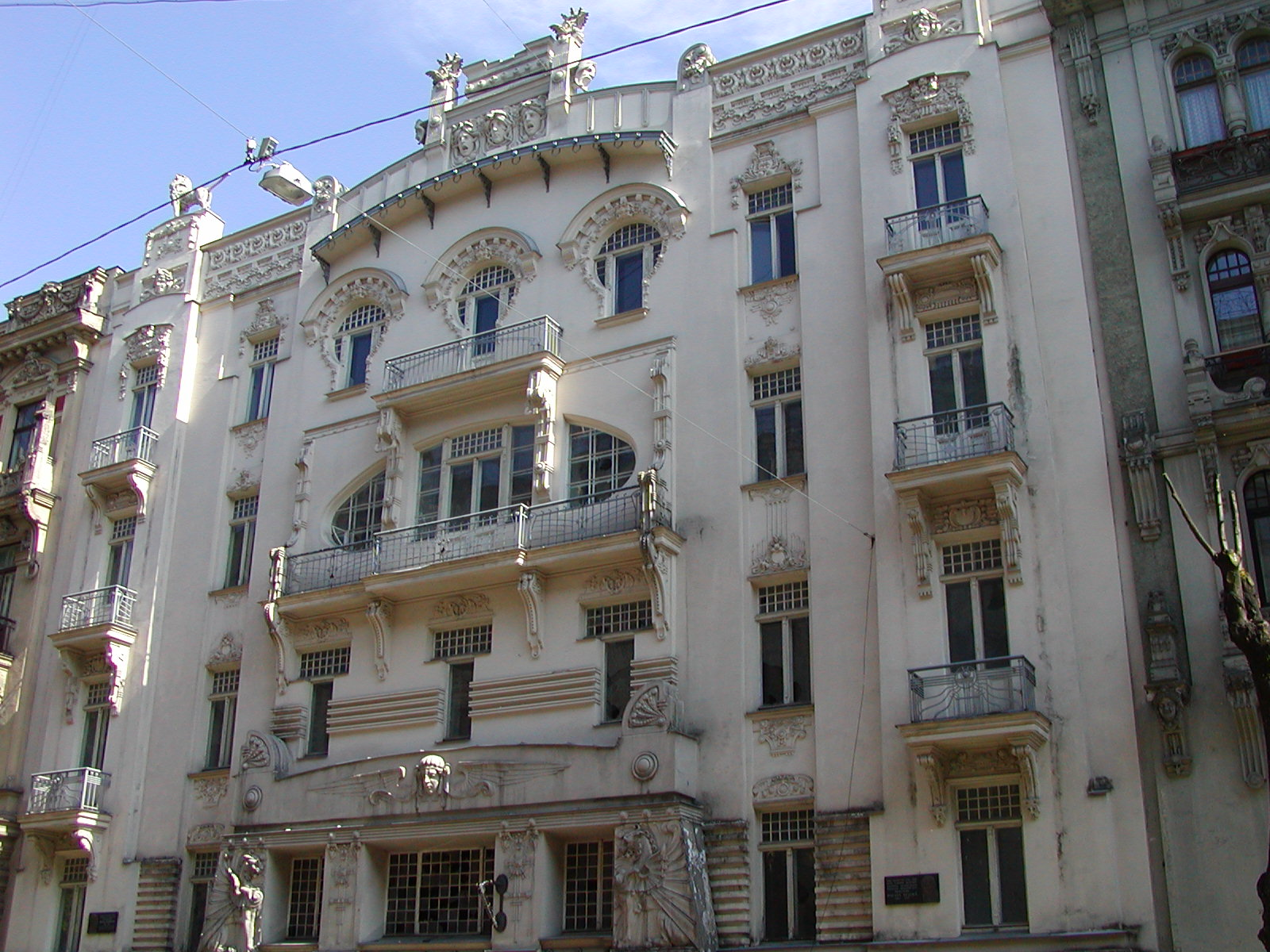
C/ Alberta 4
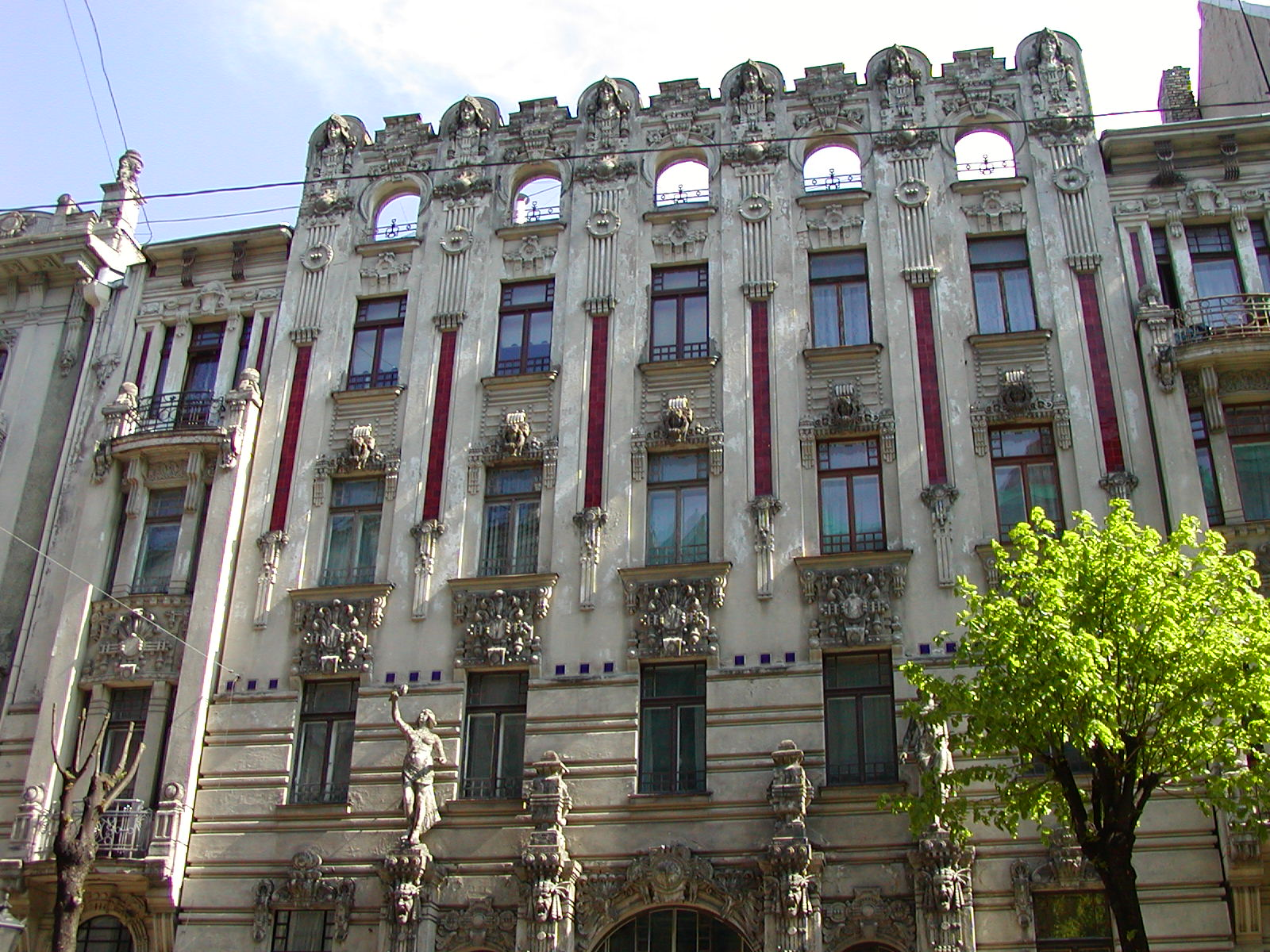
C/ Alberta 2a
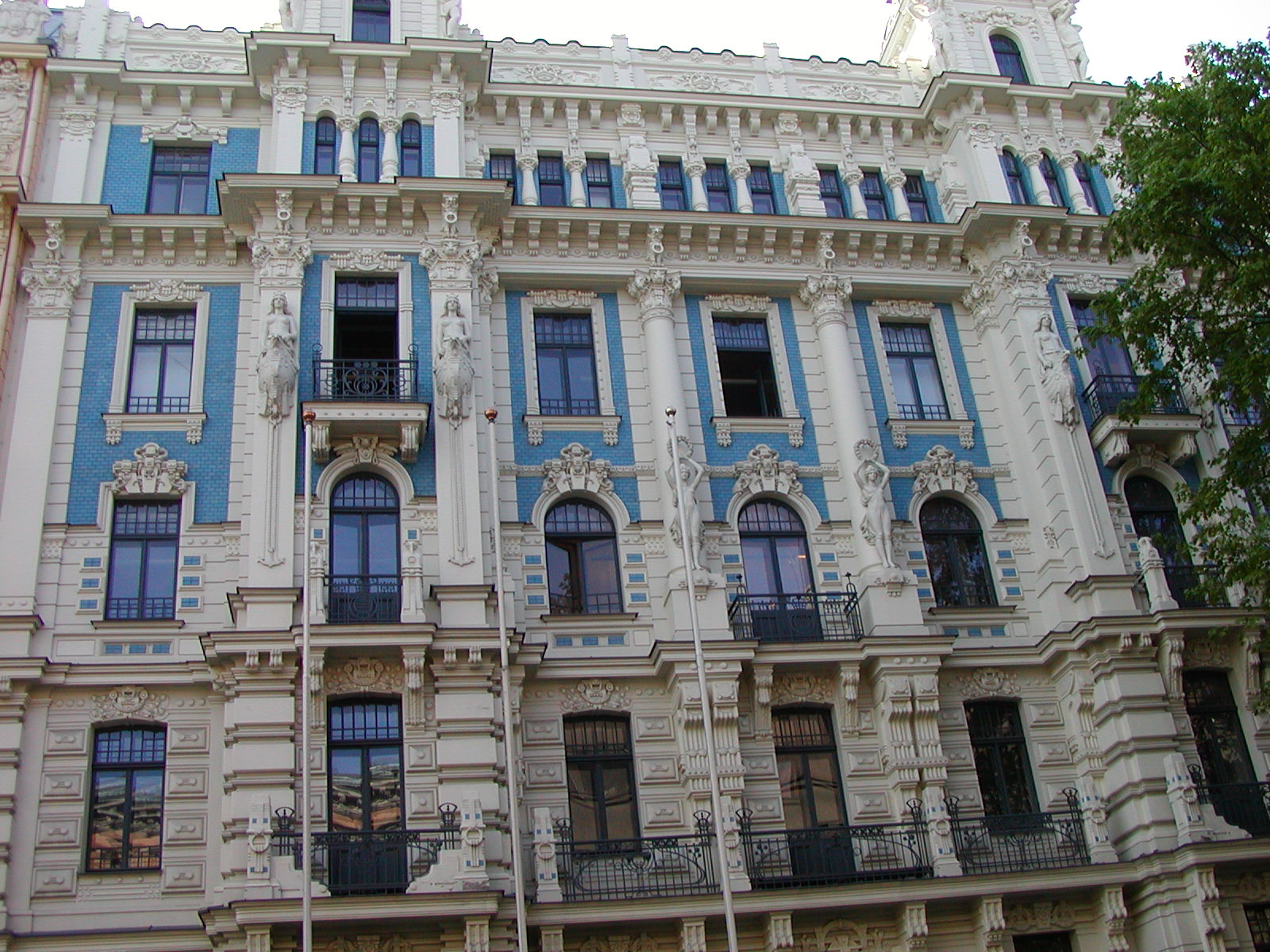
C/ Strelnieku 4
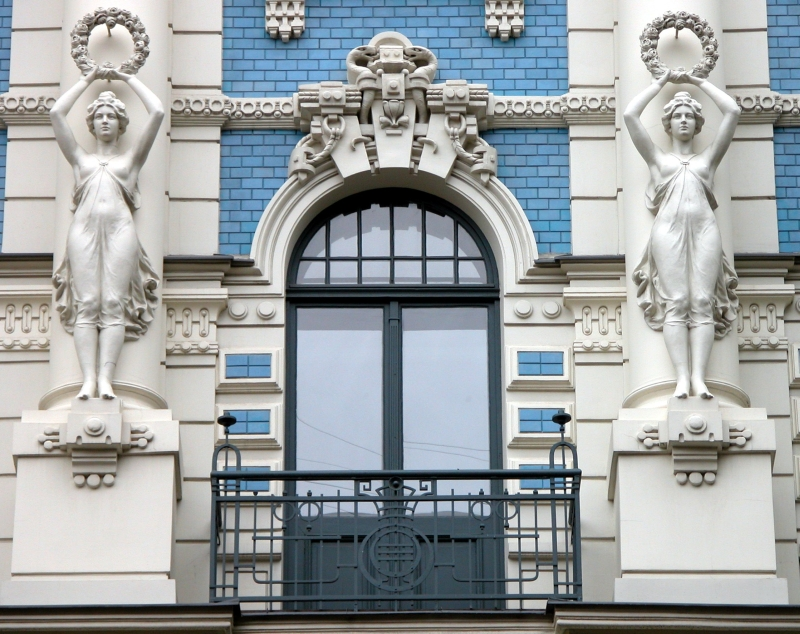
C/ Strelnieku detall